# Mogari No Mori
Mogari No Mori (殯の森? letteralmente: la foresta del lutto) è un film del 2007 diretto da Naomi Kawase, vincitore del Grand Prix Speciale della Giuria al 60º Festival di Cannes.

## Trama
L'anziano Shigeki vive in una casa di riposo dove viene amorevolmente accudito dall'infermiera Machiko, che è in lutto per la perdita di un figlio. Dopo aver festeggiato il compleanno di Shigeki, i due fanno una gita in campagna. L'uomo, seguito da Machiko, si inoltra nella foresta e, dopo due giorni di cammino reso difficoltoso dalla fitta vegetazione, giungono nel luogo dove è sepolta la moglie di Shigeki. Machiko viene a sapere che l'uomo ha scritto alla moglie per 33 anni, e si accinge ora a scriverle l'ultima lettera.

## Riconoscimenti
- Festival di Cannes 2007
  - Grand Prix Speciale della Giuria